# Верхнеяузские болота
Верхнеяузские болота (также Яузское болото, Верхнеяузское болото, Мытищинское болото) — природный объект, расположенный на территории города Мытищи и городского округа Королёв Московской области в пойме верхнего течения Яузы, всего в 3 км от Московской кольцевой автодороги. Являются частью национального парка Лосиный Остров. Находятся на окраине трёх административно-хозяйственных частей Лосиного Острова: Лосино-Погонного, Мытищинского и отчасти Щёлковского лесопарков. Верхнеяузские болота представляют собой комплекс водоёмов в торфяных карьерах, соединяющих каналов, низинных болот, поросших тростником. С востока примыкает Акуловский водоканал. Общая площадь заболоченной территории — 10,5 км², из которой на водную поверхность приходится 3,5 км². Высота над уровнем моря — 148 м.

## История
Болота имеют ледниковое происхождение. Яуза, запруженная льдом или моренными отложениями, образовала обширное озеро. Далее вода прорвалась через Москворецко-Клязьминский водораздел в реку Москву, а в Верхнеяузской котловине сохранялось небольшое озеро, которое постепенно заболотилось. Долгое время существовали топкие низины и темные черноольшаники. В двадцатом веке была организована добыча торфа. В настоящее время болота посещают организованные экскурсии и отдельные любители природы. С сезона 2023 года национальный парк «Лосиный остров» разработал новый маршрут на моторафте, проводились заплывы на байдарках.

## Флора и фауна
На болотах доминируют тростниковые заросли. Растительность представлена и другими болотными травами, заболоченными, сырыми и относительно сухими лугами, заболоченными и относительно сухими березняками и ивняками.
Верхнеяузские болота привлекают к себе орнитологов и любителей наблюдения за птицами. Для этой цели была построена единственная в Московской области понтонная орнитологическая тропа. Болота служат для птиц как территорией для гнездования, так и местом для отдыха во время осенних и весенних миграций. Здесь проживает самая большая в Подмосковье колония озёрных чаек, насчитывающая до нескольких тысяч особей, часто встречаются скворцы, можно наблюдать большие скопления уток, насчитывающие до 1000 птиц и более. Среди встречающихся видов были отмечены такие редкие как серый гусь, гуменник, белолобая казарка и лебедь-кликун. В 1968 году были случаи гнездования сапсана.